# Miss Paraná 2017
Miss Paraná 2017 foi a 62ª edição do tradicional concurso de beleza feminina de Miss Paraná, válido para a disputa de Miss Brasil 2017, único caminho para o Miss Universo. Esta edição do certame contou com vinte e nove (29) candidatas municipais em busca do título que pertencia à Miss Paraná 2016 e Miss Brasil 2016, Raíssa Santana. O concurso deste ano teve como tema "Mulher Guerreira", visto que a organização estadual - comandada por Elaine Torres e Wall Barrionuevo - solicitou às candidatas que apresentassem um breve depoimento sobre uma personalidade inspiradora da sua cidade, dando ênfase ao tema do concurso nacional, o "empoderamento feminino".  O concurso foi realizado no dia 20 de junho, no Teatro Marista de Maringá, foi gravado e posteriormente transmitido pela Band Paraná no dia 24.

## Resultados

### Colocações
| Posição                 | Município e candidata |
| Vencedora               | - Cambé - Patricia Garcia |
| 2º. Lugar               | - Cascavel - Nicole Fávero |
| 3º. Lugar               | - Capanema - Thais Jaguelski |
| 4º. Lugar               | - Maringá - Bruna Nogueira |
| 5º. Lugar               | - Realeza - Thaís Zucchi |
| (Top 08) Semifinalistas | - Curitiba - Letícia Costa - Piraquara - Agta Raniele - Toledo - Geiciane Gonçalves |
| (Top 16) Semifinalistas | - Almirante Tamandaré - Jéssica Piekas - Apucarana - Millene Midori - Francisco Beltrão - Amanda Albanez - Londrina - Camila Santos - Medianeira - Fernanda Scalabrin - Pinhais - Karina Reis - Quatro Barras - Marcela Germano - Umuarama - Bruna Cecon |

### Prêmios especiais
A Miss BE Emotion foi eleita por um maquiador profissional.
| Prêmio          | Município e Candidata          |
| Miss BE Emotion | - Mandaguari - Eloísa Lavárias |

### Ordem dos anúncios
| 1. Umuarama 2. Cambé 3. Medianeira 4. Almirante Tamandaré 5. Toledo 6. Cascavel 7. Capanema 8. Londrina 9. Quatro Barras 10. Francisco Beltrão 11. Curitiba 12. Realeza 13. Pinhais 14. Maringá 15. Piraquara 16. Apucarana | 1. Maringá 2. Toledo 3. Realeza 4. Cascavel 5. Curitiba 6. Cambé 7. Capanema 8. Piraquara | 1. Cascavel 2. Realeza 3. Capanema 4. Cambé 5. Maringá | 1. Cambé 2. Capanema 3. Cascavel |

## Jurados

### Final
1. Darren Ray Olstad, empreendedor canadense;
2. Roberto y Plá, diretor de eventos especiais da Band;
3. Lina Borba, representante da organização do Miss Brasil;
4. Michelle Giovanella, 1° Tenente na Polícia Militar do Paraná;
5. Desireé Soares, dona da agência de modelos "Desireé Soares";
6. André Miquilussi Moreira, Cirurgião Buco Maxilo Facial;
7. Waldete Zafanelli, empresária do segmento de confecção;
8. Guilherme Máximo, diretor da "Dale Carnegie Training";
9. Ed Benini, diretor, consultor e produtor de desfiles.

## Candidatas

### Oficiais
Disputaram o título este ano:
| - Almirante Tamandaré - Jéssica Piekas - Apucarana - Millene Midori - Araucária - Alícia Dídimo - Cambé - Patricia Martins - Campo Largo - Marcela Sanches - Capanema - Thais Jaguelski - Cascavel - Nicole Fávero - Céu Azul - Deyse Stringari - Cianorte - Bianca Andrade - Colombo - Stephani Silva | - Cornélio Procópio - Aline Souza - Cruzeiro do Oeste - Luana Bessegato - Curitiba - Letícia Costa - Doutor Camargo - Vanielli Vargas - Francisco Beltrão - Amanda Albanez - Jaguariaíva - Brenda Silva - Londrina - Camila Santos - Mandaguari - Eloísa Lavárias - Maringá - Bruna Nogueira - Medianeira - Fernanda Scalabrin | - Mourãoense - Beatriz Nespolo - Palotina - Júlia Giacomoni - Pinhais - Karina Reis - Piraquara - Agta Raniele - Quatro Barras - Marcela Germano - Realeza - Thaís Zucchi - São José dos Pinhais - Caroline Santos - Toledo - Geiciane Gonçalves - Umuarama - Bruna Cecon |

### Seletiva
| - Almirante Tamandaré - Jéssica Piekas - Apucarana - Millene Midori - Araucária - Alícia Dídimo - Assis - Ellen Worchinski - Bocaiúva do Sul - Célia Copini - Cambé - Patricia Martins - Campina Grande do Sul - Nathaly Dittert - Campo Largo - Marcela Sanches - Capanema - Thais Jaguelski - Carambeí - Roberta Verschoor - Cascavel - Nicole Fávero - Céu Azul - Deyse Stringari - Cianorte - Bianca Andrade - Colombo - Stephani Silva - Cornélio Procópio - Aline Souza - Cruzeiro do Oeste - Luana Bessegato - Curitiba - Letícia Costa | - Doutor Camargo - Vanielli Vargas - Florestópolis - Laressa Dias - Francisco Beltrão - Amanda Albanez - Guaraqueçaba - Nicolle Gracher - Ibiporã - Ana Caroline Maltauro - Itaperuçu - Juliana Sabadin - Jacarezinho - Clara Martins - Jaguariaíva - Brenda Silva - Londrina - Camila Santos - Mandaguari - Eloísa Lavárias - Maringá - Bruna Nogueira - Medianeira - Fernanda Scalabrin - Morretes - Jéssica Ribeiro - Mourãoense - Beatriz Nespolo - Nova Esperança - Camila Domingues - Palotina - Júlia Giacomoni - Paranaguá - Caroline Silva | - Paranavaí - Taynara Gargantini - Pato Bragado - Beatriz Bento - Pinhais - Karina Reis - Piraquara - Agta Raniele - Ponta Grossa - Ana Paula Karpinski - Planalto - Mônica Bueno - Prudentopolis - Agnes Ienke - Quatro Barras - Marcela Germano - Realeza - Thaís Zucchi - Rio Branco do Sul - Anela Jabimski - São José dos Pinhais - Caroline Santos - Sertanópolis - Tamíres Terrazon - Teixeira Soares - Ana Gabriela Matte - Toledo - Geiciane Gonçalves - Ubiratã - Natascha Peroza - Umuarama - Bruna Cecon |

## Histórico

### Desistências

#### Antes da seletiva
- Campo Mourão - Beatriz Pezzini

- Castro - Janaine Bonfim [16]

#### Depois da seletiva
- Paranavaí - Taynara Gargantini

- Sertanópolis - Tamíres Terrazon